# Кріс Герд
Крістофер «Кріс» Герд (англ. Christopher "Chris" Herd; нар. 4 квітня 1989, Перт) — австралійський футболіст, центральний півзахисник англійського клубу «Джиллінгем».

## Титули і досягнення
- Володар Кубка Азії: 2015